# Chlorissa allochroma
Chlorissa allochroma är en fjärilsart som beskrevs av Louis Beethoven Prout 1920. Chlorissa allochroma ingår i släktet Chlorissa och familjen mätare. Inga underarter finns listade i Catalogue of Life.